# Élie Kagan
Pour les articles homonymes, voir Kagan.
Élie Kagan, né le 26 mars 1928 à Paris et mort le 20 janvier 1999 dans la même ville, est un journaliste et photographe français.

## Biographie
Élie Kagan naît le 26 mars 1928. Ses parents immigrent en France, son père étant originaire de Russie et sa mère de Pologne Ils habitent dans le 10e arrondissement de Paris. Adolescent, il fut confronté à l’occupation allemande et à l’antisémitisme. Avec ses parents d’origine juive ashkénaze, il dut se cacher et se considéra toujours comme un survivant. Provocateur, il n’hésitait pas à invectiver et pousser à bout ses contradicteurs.
Photographe, Élie Kagan couvrit toute l’actualité en indépendant, et il commercialisa lui-même ses clichés. Ceux-ci concernaient surtout les manifestations politiques, ou des instantanées de rues. Il les publiait dans Témoignage chrétien, le Nouvel Observateur, Libération. Il couvrit notamment la manifestation du 17 octobre 1961 organisée par le FLN et qui fut réprimée avec violence. Son témoignage photographique a été implacable et il se battait toujours pour faire la lumière sur cette affaire.
À partir de 1976, il a été pendant trois ans le photographe attitré de l’hebdomadaire Rouge. Confiées par sa famille en 1999, ses archives, qui réunissent plus de 200 000 images – négatifs, tirages, planches-contacts et diapositives –,  sont conservées à La Contemporaine.
Élie Kagan meurt dans le 10e arrondissement de Paris le 20 janvier 1999, à l’âge de 70 ans.

## Expositions
- 19 janvier - 7 mai 2022 : Élie Kagan, photographe indépendant (1960-1990), La Contemporaine, Campus de l’Université de Nanterre[4],[6].

### Portfolio
- Fonds Élie Kagan, sur le site La Contemporaine.